# Abbas Qasim Al-Kaabi
Abbas Qasim Zghair Al-Kaabi (15 gennaio 1991) è un calciatore iracheno, difensore dell'Al-Zawraa.

## Carriera

### Club
Nel 2019 ha disputato 6 partite nella AFC Champions League, competizione in cui ha disputato un'ulteriore partita (e segnato una rete) nel 2020. In precedenza, tra il 2011 ed il 2017 aveva giocato anche 13 partite in Coppa dell'AFC.

### Nazionale
Ha esordito con la Nazionale irachena il 24 luglio 2016 nell'amichevole Uzbekistan-Iraq (2-1).

## Palmarès

### Club

#### Competizioni nazionali
- Campionato iracheno: 1

Al-Zawraa: 2017-2018